# Lüttenglehn

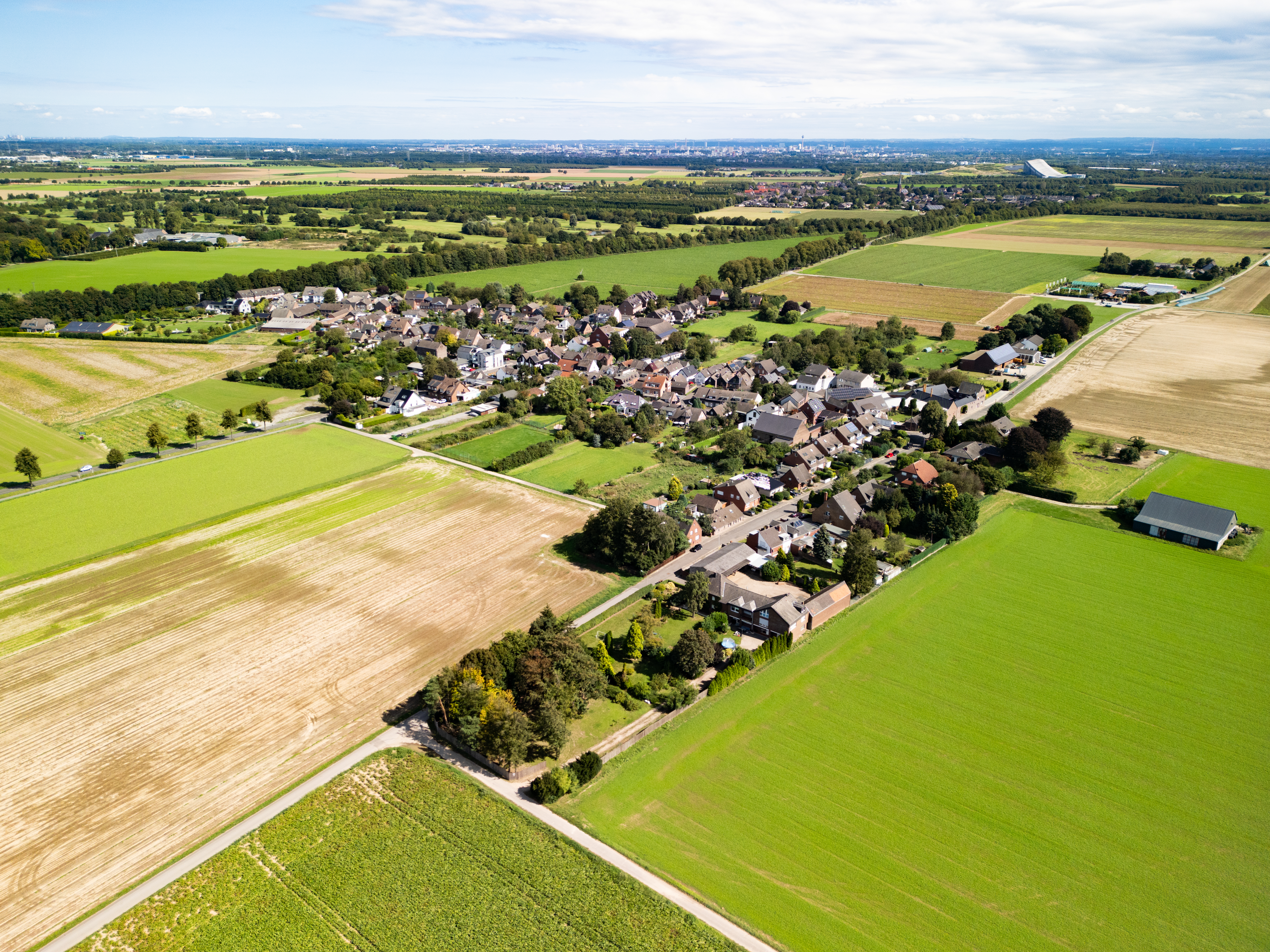

Lüttenglehn ist ein Dorf in der Stadt Korschenbroich. 

## Lage
Lüttenglehn befindet sich an der Lüttenglehner Straße, die östlich nach  Grefrath und westlich nach  Glehn verläuft. Nördlich von Lüttenglehn verläuft die Bundesstraße 230.

## Geschichte
Lüttenglehn gehörte seit dem Mittelalter zum kurkölnischen Amt Hülchrath. 1794 besetzen französische Truppen den Ort. Lüttenglehn kam an die Mairie Grefrath.  Seit 1815 gehörte Lüttenglehn zur Gemeinde Grefrath im Landkreis Neuß. 1823 kam es zu einem Gebietstausch zwischen den Gemeinden Glehn und Grefrath. Dabei kam Lüttenglehn im Tausch gegen die Ortschaft Lanzerath an die Gemeinde Glehn im Landkreis Neuß. 1935 wurde Lüttenglehn ein Teil des Amtes Glehn, dieses wurde am 31. Dezember 1974 aufgelöst. Seit dem 1. Januar 1975 gehört der Ort zur Stadt Korschenbroich.

### Religion
Kirchenrechtlich hat Lüttenglehn immer zur katholischen Pfarrei Neuss-Grefrath gehört. Die St.-Rochus Kapelle in Lüttenglehn besteht seit 1771. Nachdem alle Rinder bis auf vier Tiere durch eine Seuche gestorben waren, legten die Bewohner von Lüttenglehn ein Gelübde ab: Sie wollten eine Kapelle errichten, wenn die Seuche in ihrem Dorf nicht wiederkommen würde. 
In den folgenden Jahrhunderten ist die Kapelle mehrmals verändert und renoviert worden. Im Jahre 1846 erhielt sie einen Glockenturm. Im Jahre 1956 war dieser Turm allerdings baufällig und konnte nicht mehr genutzt werden. 1969 wurde der Turm renoviert, die Glocke dient seitdem nur noch als Totenglocke.

## Kultur und Sehenswürdigkeiten
- Rittergut Birkhof, ehemaliger landwirtschaftlicher und Gärtnereibetrieb.

Die landwirtschaftlichen Nutzflächen wurden etwa 1990 in einen Golfplatz umgewandelt. Hier wurde bereits mehrfach der Galeria Kaufhof Pokal ausgespielt. Das regional bekannte Gartencenter wurde zum Jahreswechsel 2008/2009 geschlossen, wurde aber nach 14-monatigem Leerstand am 5. März 2010 wieder eröffnet.